# Pedro Silva Pereira
Manuel Pedro Cunha da Silva Pereira (* 15. August 1962), meist nur Pedro Silva Pereira, ist ein portugiesischer Jurist und Politiker der Sozialistischen Partei. Von 2005 bis 2011 war Silva Pereira Minister für Präsidentschaftsangelegenheiten in den Kabinett Sócrates I und II. Seit der Europawahl 2014 ist Mitglied des Europäischen Parlaments, er verteidigte sein Mandat 2019. 2019 wurde er zu einem der 14 stellvertretenden Präsidenten des Europäischen Parlaments gewählt.

## Leben

### Ausbildung
Der 1962 geborene Pedro Silva Pereira schloss sein Jurastudium 1985 an der Universität Lissabon mit der Lizenziatur (Licenciatura) ab. Seit 1984 arbeitete er an derselben Einrichtung als dozierender Assistent, ab 1986 unterrichtete er an der privaten Lissabonner Universidade Autónoma. 1986 begann er seine bis heute ausübende Tätigkeit als Jurist. 1993 absolvierte er seinen Mestre im Fach Juristisch-politische Wissenschaften, seine Dissertation mit dem Titel «A participação dos interessados nas decisões administrativas: o inquérito público» beschäftigt sich mit der Einbringung anderer Meinungen bei amtlichen Entscheidungen.

### Engagement in der portugiesischen Politik
Seit Ende der achtziger Jahre arbeitete Silva Pereira als Rechtsberater verschiedener Ministerien des portugiesischen Staates. Zwischen 1988 und 1997 beriet er das Umweltministerium, zwischen 1997 und 1999 arbeitete er für den Assistenten des Premierministers im Range eines Ministers (Ministro Adjunto do Primeiro-Ministro) des ersten Kabinetts Guterres. Zwischen 1999 und 2002 fungierte er als Staatssekretär im Ministerium für Liegenschaftsverwaltung.
Seit 2000 ist Pereira Silva Mitglied der Sozialistischen Partei (PS) im Kreisverband Vila Real, seit Oktober 2004 ist er außerdem Mitglied des Parteisekretariats. Bei den Parlamentswahlen 2002 wurde er Mitglied des portugiesischen Parlaments und war bereits in verschiedenen Parlamentskommissionen tätig. Nach den Parlamentswahlen 2005, bei denen die PS eine absolute Mehrheit errang, berief Premierminister José Sócrates Silva Pereira als neuen Minister für Präsidentschaftsangelegenheiten. Als Leiter dieses Ressorts war er für den ständigen Austausch zwischen Staatspräsident und Regierung zuständig und bereitete unter anderem die wöchentlichen Arbeitssitzungen vor. Dadurch, dass er wie Premierminister Sócrates aus Vila Real stammt und beide lange Zeit in ähnlichen Bereichen arbeiteten, galt Pereira inzwischen als „rechte Hand“ von Sócrates. Auch im zweiten Kabinett Sócrates (2009–2011) hatte er diese Position inne.

### Wechsel ins Europaparlament
Nachdem José Sócrates als Premierminister zurückgetreten war und bei den Neuwahlen die liberalkonservativen Sozialdemokraten wieder die Regierung übernahmen, ließ sich Silva Pereira 2014 für die Europawahlliste aufstellen. Die Partei wählte ihn auf den siebten Platz der Wahlliste. Die PS gewann mit 31,46 Prozent 8 der 21 portugiesischen Sitze, sodass Silva Pereira direkt einzog. Er trat der sozialdemokratischen Fraktion bei, für die er in der 8. Wahlperiode (2014–2019) Mitglied im Ausschuss für konstitutionelle Fragen war, zu dessen stellvertretendem Vorsitzenden er auch gewählt wurde. Des Weiteren war er Mitglied im Entwicklungsausschuss (2014–2016) und Ausschuss für Wirtschaft und Währung (Juni 2016–2019), sowie stellvertretendes Mitglied im Ausschuss für internationalen Handel.
Zusammen mit Danuta Hübner arbeitete Silva Pereira 2018 einen Bericht aus, in dem das Europäische Parlament aufgefordert wurde, 46 der 73 Sitze, die nach dem Brexit verloren gehen, in Reserve zu halten, um diese für Europaabgeordneten von transnationalen, paneuropäischen Wahllisten oder Wahlkreisen vorzuhalten, oder für Länder, die in Zukunft der EU beitreten könnten. Ihr Vorschlag wurde später von einer parlamentarischen Mehrheit abgelehnt.
Für die Europawahl 2019 nominierten ihn seine Partei auf den dritten Listenplatz, die PS gewann 33,38 Prozent und damit 9 der 21 portugiesischen Sitze. In der neuen Wahlperiode schlug ihn seine S&D-Fraktion für einen der 14 Posten des stellvertretenden Parlamentspräsidenten vor. Die Mehrheit der Abgeordneten wählten ihn direkt in der konstituierenden Sitzung im ersten Wahlgang, er erhielt 556 Stimmen von 661 gültigen Stimmen. Neben seinen Verpflichtungen als Vizeparlamentspräsident ist Silva Pereira des Weiteren Mitglied im Ausschuss für Wirtschaft und Währung und Ausschuss für konstitutionelle Fragen. Im Ausschuss für internationalen Handel ist er stellvertretendes Mitglied.

### Privat
Er ist verheiratet und hat zwei Kinder.